# 哈尔滨国际会展体育中心体育馆
哈尔滨国际会展体育中心体育馆，位于黑龙江省哈尔滨市南岗区经济开发区会展中心内，由哈尔滨工大集团出资建造，落成于2004年，是目前黑龙江省最大、功能最齐全的室内体育馆。

## 体育比赛
该场馆可以举办篮球、排球、冰球等室内赛事，并曾承办2009年冬季世界大学生运动会的室内赛事。